# Железнодорожный транспорт на Мадагаскаре
Железнодорожный транспорт Мадагаскара — сеть железных дорог на Мадагаскаре. Общая протяженность 850 км, ширина колеи 1000 мм. Состоит из двух изолированных линий, северной — TCE, находящийся в концессионном управлении компанией Madarail, и южной Fianarantsoa-Côte-Est railway — FCE. Впрочем по понятным причинам обе линии не имеют интеграции с другими железнодорожными сетями.

## История
Строительство первой железной дороги на Мадагаскаре было начато в 1901 г. и завершено в 1909 г. Ветка соединила между собой Танатаве и Брикавиль. В 1904 г. началось строительство железной дороги между Антананариву и Анцирабе. В 1915 г. обе линии были объединены в общую сеть — TCE, связавшую Антананариву и Восточное побережье Мадагаскара. Между 1926 и 1936 годом была построена южная линия Фианаранцуа — Манакара. В 1944 г. была создана компания для управления всей сетью железных дорог — REGIE GENERALE DES CHEMINS DE FER D’OUTRE MER, в 1951 г. сменившая своё название на REGIE DES CHEMINS DE FER DE MADAGASCAR (RCFM). В 1974 г. компания была национализирована. В 1990-х была принята программа приватизации железных дорог. Так, северная линия железных дорог, ТСЕ, была передана в концессионное управление вновь созданной компании Madarail, которая сама в свою очередь является дочерней компанией южноафриканской транспортной корпорации Comazar. В 2008 г. бельгийский оператор VECTURIS приобрёл большинство акций Madarail.

## Инфраструктура
- Общая протяжённость — 850 км.
- Колея — 1000 мм.

Железные дороги компании Madarail включают 673 км пути, 28 станций, 300 мостов и 35 тоннелей. Со времени передачи северной линии в концессионное управление компании Madarail было проведено значительно количество работ по модернизации инфраструктуры дороги. Так, из 298 станций линии 19 были полностью реконструированы, 5 вновь построены. Численность локомотивного парка компании Madarail — 17 тепловозов, количество вагонов — 260 ед.
Протяженность южной железнодорожной сети FCE — 177 км. Является одной из немногих (возможно единственной) железной дорогой в мире с регулярным пассажирским сообщением, где до сих пор используются рельсы, произведённые в XIX веке.

## Станции
На линии Антананариву — Туамасина существуют станции:
1. Туамасина (морской порт);
2. Brickaville;
3. Ambila-Lemaitso;
4. Andasibe;
5. Мураманга (железнодорожный узел; связан железной дорогой с Антананариву, Туамасиной и Амбатундразакой);
6. Manjakandriana;
7. Антананариву (столица, главный железнодорожный узел).

Также существует ответвление на Анцирабе, ветка проходит через Амбатулампи и заканчивается через 12 километров после станции Анцирабе.
От Мураманги существует ответвление Мураманга — Амбатундразака:
1. Мураманга;
2. Morarano Gare;
3. Amboasary Gare;
4. Andaingo;
5. Andilanatoby;
6. Vohidiala;
7. Manakambahiny;
8. Амбатундразака.

На южной линии Фианаранцуа — Манакара (южная линия) основаны следующие станции:
1. Манакара;
2. Ambila;
3. Mizilo;
4. Antsaka;
5. Sahasinaka;
6. Fenomby;
7. Mahabako;
8. Ionilahy;
9. Manampatrana или Ambinany-Manampatrana;
10. Amboanjobe;
11. Tolongoina;
12. Madiorano;
13. Andrambovato;
14. Ranomena;
15. Ampitambe;
16. Sahambavy;
17. Vohimasina;
18. Фианаранцуа.

## Движение поездов
Существуют регулярные рейсы:
- Мураманга — Туамасина: время в пути от 9 часов 50 минут до 10 часов 35 минут;
- Мураманга — Амбатундразака: время в пути 6 часов.